# Sicintine Range
Sicintine Range är ett berg i Kanada.   Det ligger i provinsen British Columbia, i den centrala delen av landet, 3 700 km väster om huvudstaden Ottawa. Toppen på Sicintine Range är 1 981 meter över havet, eller 8 meter över den omgivande terrängen. Bredden vid basen är 0,05 km.
Terrängen runt Sicintine Range är bergig åt sydost, men åt nordväst är den kuperad. Trakten runt Sicintine Range är nära nog obefolkad, med mindre än två invånare per kvadratkilometer.. Det finns inga samhällen i närheten.
Trakten runt Sicintine Range består i huvudsak av gräsmarker.